# Bathythrix sericea
Bathythrix sericea là một loài tò vò trong họ Ichneumonidae.